# Nail art

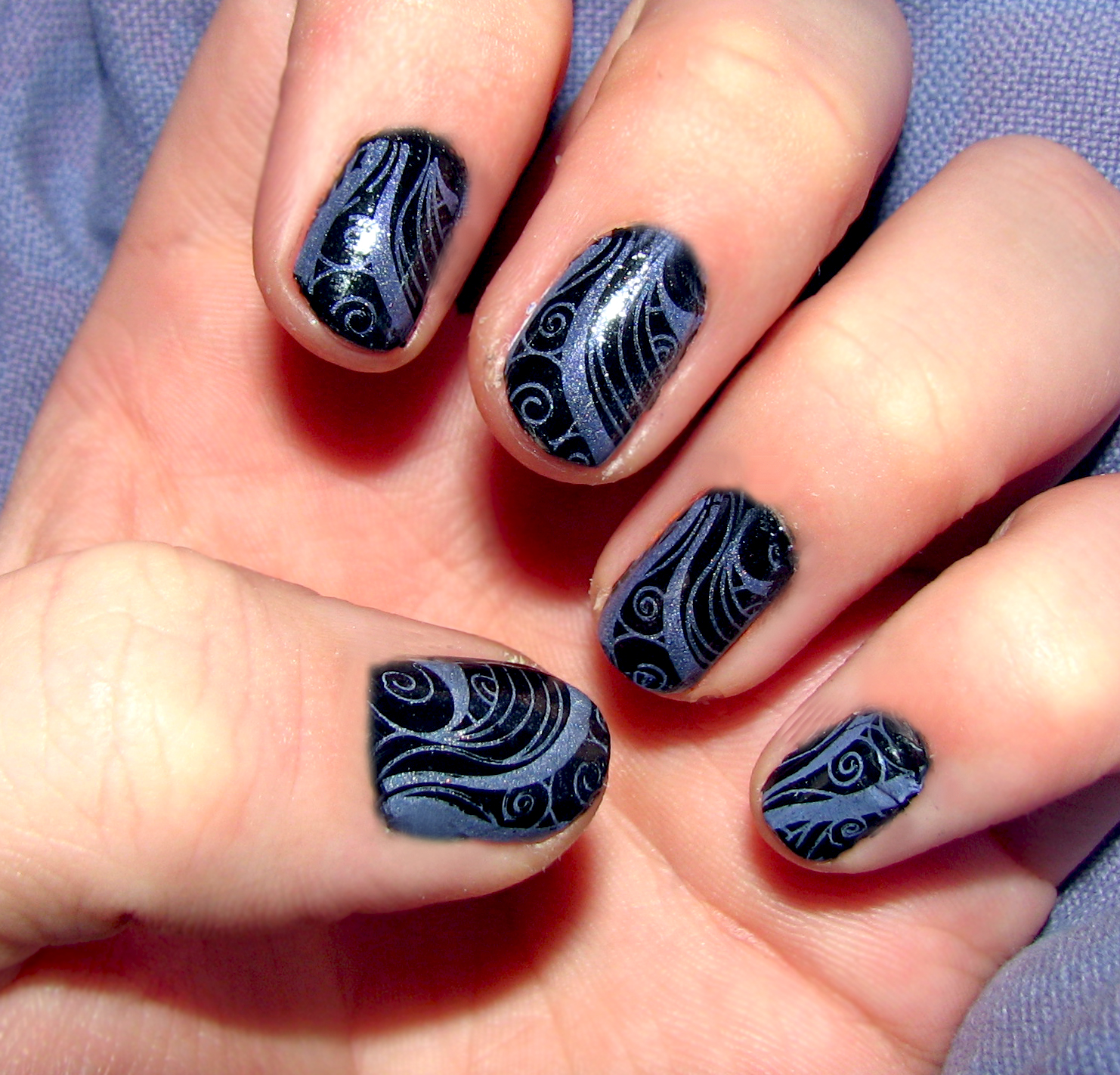
Esempio di Nail Art

Con la denominazione Nail Art si indicano le varie tecniche utilizzate per la decorazione delle unghie di mani e piedi.

## Storia
La nascita della Nail Art è da ricercarsi in Asia durante l'età del bronzo: in questo contesto infatti ebbe origine la decorazione delle unghie per mezzo della tintura all'henné, ricavata dalla riduzione in polvere di alcune foglie essiccate. In seguito si affermò in Mesopotamia la moda di dipingersi le unghie con delle vernici ricavate da zolfo e minerali come la galena e la malachite; questa usanza però era esclusivamente maschile e serviva a distinguere la classe sociale di Appartenenza: a Babilonia gli uomini ricchi erano soliti colorarsi le unghie con del kajal nero, mentre gli uomini delle classi sociali basse adoperavano il kajal verde. In Cina anche le donne cominciarono a decorarsi le unghie nello stesso periodo, sfruttando delle tinture vivaci ottenute dai pigmenti dei fiori.
Nell'antico Egitto la cura del corpo era tenuta in grande considerazione e le unghie venivano decorate: anche qui il colore distingueva i ceti sociali e generalmente le donne di bassa estrazione utilizzavano dei colori pastello, mentre le donne importanti si dipingevano le unghie di un colore rosso che andava via via intensificandosi quanto più alta era la loro posizione sociale. Le regine utilizzavano un rosso molto vivo, che non era consentito alle altre donne.
Per molti secoli la Nail Art ebbe grande rilievo, finché nel Medioevo la pratica di dipingersi le unghie andò sempre più in disuso, fino ad essere addirittura vietata in alcuni casi. La moda riapparve nel Rinascimento, epoca nella quale comparvero anche i primi prodotti specifici per la cura delle mani. Nello stesso periodo anche gli Incas avevano sviluppato questo interesse e spesso e volentieri creavano delle vere e proprie opere Artistiche sulle unghie, come delle immagini raffiguranti delle aquile. In età vittoriana ebbe particolare successo la tecnica di decorare le unghie con smalto e un pezzo di camoscio, moda riportata anche in alcune opere letterarie come Madame Bovary.
Negli anni venti del ventesimo secolo, grazie all'estetista Michelle Menard, si affermò la manicure così come la conosciamo oggi. Molto popolare era la moda della "moon manicure", che prevedeva di lasciare una mezzaluna senza smalto alla base dell'unghia. Nel decennio successivo, grazie al neonato marchio di cosmetici Revlon si ebbe la diffusione degli smalti opachi disponibili in una vasta gamma di colori.

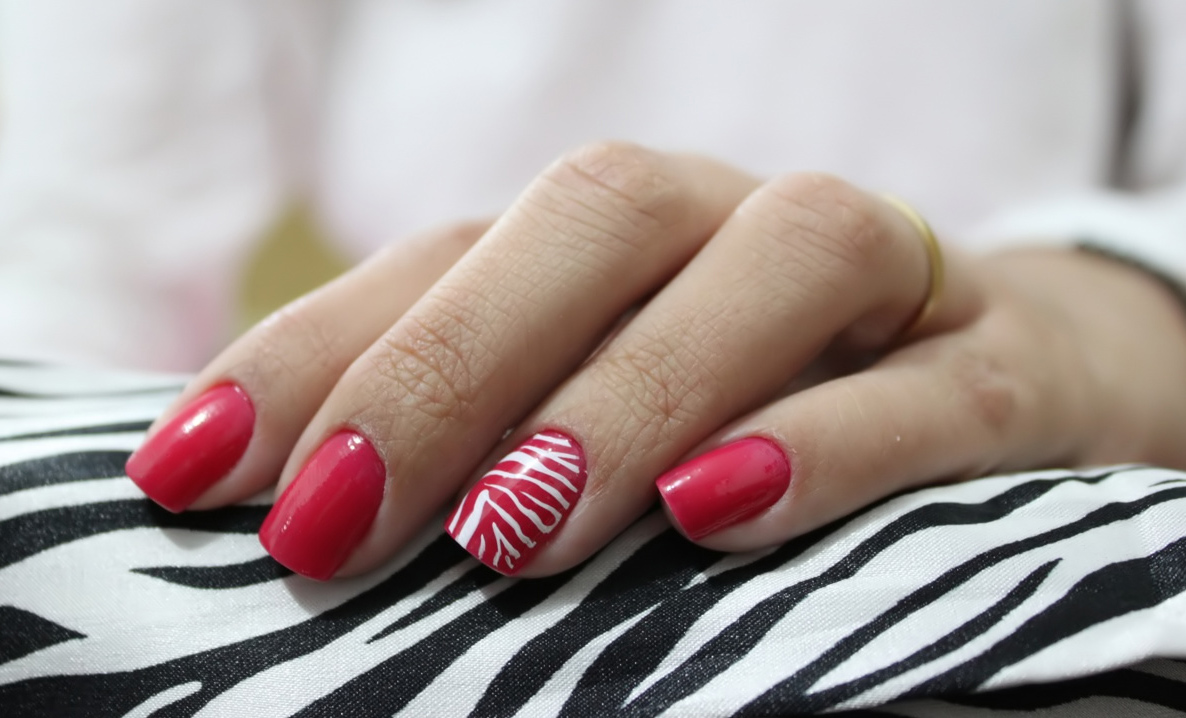
Nail Art

Nel 1934 il dentista Maxwell Lappo ideò le prime unghie finte, inizialmente destinate ai pazienti che soffrivano di onicofagia. Nel 1955 un altro dentista, Fred Slack creò una sostanza acrilica che serviva a riattaccare le unghie rotte: da questa base nacquero le paste utilizzate per creare le unghie Artificiali. In questo periodo comunque le icone di stile come Marilyn Monroe rilanciano la tendenza delle unghie lunghe e rosse, superata poi dalla generazione successiva che seguendo la cultura hippie propone un'immagine di donna libera e indipendente, che porta le unghie corte e se usa lo smalto predilige colori chiari.
Negli anni settanta nasce la "french manicure", le unghie diventano squadrate e terminano con una punta dipinta di bianco. Negli anni ottanta invece le unghie vengono spesso dipinte con colori molto vistosi, si sviluppa il cosiddetto "effetto neon" e la ricostruzione con gel e resine diviene un'abitudine diffusa. Negli anni novanta la cultura grunge propone smalti neri e brillantini, affiancati dal ritorno del rosso classico e dei colori pastello.
A partire dal terzo millennio, le tendenze in fatto di Nail Art si differenziano in maniera sempre più ricca: ora le donne possono scegliere fra una vasta gamma di stili e possibilità come la ricostruzione (nasce negli anni Cinquanta, in America, dall'idea di un dentista statunitense, i gel, gli smalti semipermanenti e i piercing sulle unghie.